# Alfonso Draghetti
Alfonso Draghetti (Castelfranco Emilia, 15 ottobre 1888 – Bologna, 1960) è stato un agronomo italiano.
Nel 1915 si laurea in scienze agrarie all'Università di Bologna ma nello stesso anno si trova a dover partire per la guerra come tenente di fanteria. Riprese a studiare al suo ritorno e nel 1927 conseguì la prima libera docenza rilasciata in Italia in agronomia generale e coltivazioni erbacee  e fu contemporaneamente nominato direttore della stazione agraria sperimentale di Modena, all'avanguardia negli studi agrari. Egli in verità, fu il primo direttore agronomo della stazione sperimentale (preceduto da importanti studiosi, ma tutti botanici) e proprio con lui iniziarono le ricerche più propriamente agrarie, legate all'autosufficienza cerealica, alla fertilità del suolo e alle tecniche di irrigazione, tematiche tutte molto sentite in quegli anni.
A partire dal 1932 questi studi furono affiancati da una azienda agricola sperimentale, prima in pianura e poi in collina. Il suo lavoro, insieme a quello di altri studiosi quali Strampelli, porterà alle varietà precoci di grano (quali il Senatore Cappelli) che condurranno l'Italia al successo della cosiddetta battaglia del grano.
La sua opera più importante è probabilmente il volume "Principi di fisiologia dell'azienda agraria" Bologna, 1948, in cui si approccia all'azienda agraria proprio come ad un organismo vivente presentando soluzioni per la fertilità del suolo dall'approccio per l'epoca originale e che si legano a questioni di grande attualità anche considerando l'attuale interesse per l'agricoltura biologica e le tecniche affini.